# Sten Bergman
Sten Bergman (né le 20 octobre 1895 - décédé le 19 février 1975) était un scientifique, écrivain et aventurier suédois qui a visité la Corée, le Kamtchatka, la Papouasie-Nouvelle-Guinée, le Japon et de nombreux autres endroits.

## Biographie

### Jeunesse
Bergman est né à Ransäter, dans la commune de Munkfors, en Suède, et était le fils du professeur Johan Bergman et de Kerstin Henriksson. Il a passé ses examens d'étudiant en 1914 et a obtenu une licence en 1917, une licence de philosophie en 1925 et est devenu docteur honoris causa à Stockholm en 1952.

### Carrière
Il a été assistant intérimaire et directeur intérimaire du Musée suédois d'histoire naturelle pendant différentes périodes à partir de 1923. Bergman a été professeur de vulgarisation scientifique à partir de 1923 et a effectué des voyages en Europe centrale en 1926, 1933 et 1955, en Italie en 1955 ainsi qu'au Japon en 1960 et 1962. Il a été explorateur dans la péninsule du Kamtchatka de 1920 à 1923, dans les îles Kouriles de 1929 à 1930, en Corée de 1935 à 1936 et en Nouvelle-Guinée de 1948 à 1949, de 1952 à 1953 et de 1956 à 1959.
Bergman était membre honoraire de la Société royale danoise de géographie et membre correspondant de la Geographische Gesellschaft de Vienne.

### Voyages au Japon
Bergman a visité le Japon à plusieurs reprises au cours de ses expéditions dans les années 1920 et 1930 lors de ses explorations de la péninsule du Kamchatka (1920-1923), des îles Kouriles (1929-1930) et de la Corée (1935-1936).
Il retournera ensuite dans les îles japonaises en 1960-1962, ce qui donnera lieu à son livre de voyage Det Fagra Landet (1962). Au cours de ses voyages dans le pays, il a beaucoup voyagé et a visité des endroits tels que Tokyo, le Mont Fuji, Hokkaido, Yamagata, Matsushima, Kinkazan et Izu Oshima. Comme lors de ses précédentes visites dans les années 1920 et 30, Bergman a passé du temps avec le peuple Ainu.
Ses voyages au Japon ont donné lieu à l'étude ornithologique de plusieurs espèces et races d'oiseaux japonais comme la grue du Japon, le célèbre Onagadori, la grande aigrette, le grèbe castagneux, l'étourneau gris et le rossignol calliope. 

### Expédition en Corée
Le livre de Bergman de 1938, In Korean Wilds And Villages, relate une expédition visant à étudier les oiseaux trouvés dans le nord de la Corée. Voyageant avec un taxidermiste, Bergman a également recueilli des spécimens pour les musées suédois d'histoire naturelle et d'ethnographie. Le livre fournit également des commentaires sur divers aspects de la culture et de la faune coréenne. 

### Expédition en Nouvelle-Guinée
Dans son livre My Father Is A Cannibal, publié en 1962, Bergman raconte les expériences de deux années passées avec sa femme en Nouvelle-Guinée, de 1956 à 1958. Il décrit son adoption par le chef papou Pinim et sa femme Akintjes, ainsi que les festivals, les cérémonies et les pratiques cannibales des peuples indigènes. Le livre comprend également ses observations de plantes et d'animaux intéressants, notamment les kangourous arboricoles, les dindes de forêt, les lianes de couleur feu, les Bauhinia et les coléoptères volants.

### Vie familiale
En 1920, Bergman a épousé Dagny Lindhé (née en 1890), la fille du commandant Nils Lindhé et d'Ida Arnell. Il est le père de la photographe naturaliste et écrivaine Astrid Bergman (1927-2015). Bergman est mort en 1975 et a été enterré au cimetière de Salem, dans la municipalité de Salem, sur le cap le plus proche du lac Bornsjön.

## Prix et reconnaissances
- Commandeur de l'ordre royal de l'Étoile polaire
- Chevalier de l'ordre de Vasa
- Officier de l'ordre d'Orange-Nassau
- La médaille d'argent d'Anders Retzius.
- Médaille Linné en or de l'Académie royale des sciences de Suède.
- La médaille d'argent du Travellers Club.
- La médaille d'argent de Johan August Wahlberg.

## Livre de Sten Bergman
- Through Kamchatka by Dog-Sled and Skis (Seeley, Service & Co., Ltd., 1927),  (ISBN 978-1-135-48149-0).
- Sport and exploration in the far east (Methuen & Co. 1933).
- In Korean Wilds And Villages (1938), traduit par Frederic Whyte.
- My Father Is A Cannibal (Robert Hale, 1961).
- Blåhake, Tiger, Pungbjörn Och Andra Djur by Sten Bergman, Albert Bonniers Förlag (1947).
- Det Fagra Landet (Albert Bonniers Förlag, 1962).